# Saltos ornamentais no Campeonato Mundial de Esportes Aquáticos de 2011 - Plataforma 10 m sincronizado feminino
A prova da plataforma 10 m sincronizado feminino dos saltos ornamentais no Campeonato Mundial de Esportes Aquáticos de 2011 foi realizada no dia 18 de julho no Shanghai Oriental Sports Center em Xangai.

## Calendário
| Fase       | Data        |
| ---------- | ----------- |
| Preliminar | 18 de julho |
| Final      | 18 de julho |

## Medalhistas
| Ouro                           | Prata                                    | Bronze                                        |
| China · Wang Hao · Chen Ruolin | Austrália · Alexandra Croak · Melissa Wu | Alemanha · Christin Steuer · Nora Subschinski |

## Resultados
34 saltadores de 17 nações participaram da prova. Para a final classificaram-se as 12 melhores nações.
| Pos.              | Saltadoras                             | Nacionalidade   | Preliminar | Preliminar | Final     | Final |
| Pos.              | Saltadoras                             | Nacionalidade   | Pontos     | Pos.       | Pontos    | Pos.  |
| ----------------- | -------------------------------------- | --------------- | ---------- | ---------- | --------- | ----- |
| Medalha de ouro   | Wang Hao Chen Ruolin                   | China           | 335.34     | 1          | 362.58    | 1     |
| Medalha de prata  | Alexandra Croak Melissa Wu             | Austrália       | 303.66     | 2          | 325.92    | 2     |
| Medalha de bronze | Christin ASteuer ZNora ISubschinski    | Alemanha        | Quatro     | 3          | 316.29    | 3     |
| 4                 | Tonia Couch Sarah Barrow               | Reino Unido     | 290.28     | 4          | 314.52    | 4     |
| 5                 | Viktoriya Potyekhina Iuliia Prokopchuk | Ucrânia         | 283.62     | 7          | 311.64    | 5     |
| 6                 | Leong Mun Yee Pandelela Rinong         | Malásia         | 289.50     | 6          | 305.34    | 6     |
| 7                 | Meaghan Benfeito Roseline Filion       | Canadá          | 289.65     | 5          | 303.87    | 7     |
| 8                 | Paola Espinosa Tatiana Ortiz           | México          | 269.49     | 10         | 298.80    | 8     |
| 9                 | Daria Govor Yulia Koltunova            | Rússia          | 266.28     | 11         | 291.24    | 9     |
| 10                | Choe Kum Hui Kim Jin Ok                | Coreia do Norte | 273.06     | 8          | 278.64    | 10    |
| 11                | Anna James Mary Beth Dunnichay         | Estados Unidos  | 272.10     | 9,1        | 278.22    | 11    |
| 12                | Corina Popovici Mara Aiacoboae         | Roménia         | 253.62     | 1547       | 273.48    | 12    |
| 16.5              | H09.5                                  |                 |            |            | 00:55.635 | O     |
| 13                | Villo Kormos Zsofia Reisinger          | Hungria         |            |            | 244.68    | 13    |
| 14                | Lisette Ramirez Florencia Betancourt   | Venezuela       |            |            | 221.04    | 14    |